# Ekspresja (psychologia)
Ekspresja (łac. exspressio „wyciskanie soku”; metafora zastosowana do nazwania wyciskania śladów na otoczeniu przez zjawiska psychiczne) – uzewnętrznienie, siła wyrazu.
Ekspresja aktywności psychicznej może obejmować:
- Ekspresję ruchowo-mimiczną – najbardziej podstawową i mimowolną formę wyrazu, przejawianą za pomocą mimiki, pantomimiki, pozycji ciała, spontaniczności ruchów oraz, na wyższym poziomie, tańca (ekspresja ruchowo-muzyczna; zobacz artykuł: Metoda Batii Strauss).
- Ekspresję słowno-werbalną – modulacja głosu, wyrażająca nastrój wypowiadanej treści – płacz, śmiech, krzyk.
- Ekspresję muzyczną – wyrażaną w improwizowanej grze oraz ekspresję muzyczno-słowną – spontaniczne nucenie improwizowanej melodii.
- Ekspresję plastyczną – zauważalną już u niemowląt
- Ekspresję przez zabawę – zawierającą elementy wymienionych wyżej, pozbawiona reguł, spontaniczna, twórcza.

Zobacz też: aktywność twórcza dzieci.